# 南內華達水資源管理局
南內華達水資源管理局（SNWA）成立於1991年，其設立目的是要將南內華達的水資源統一管理。水資源管理局底下有七個水資源機構，包括了：Henderson、Las Vegas、North Las Vegas、 Big Bend Water District、Clark County Water Reclamation District以及拉斯維加斯河谷水資源管理局（Las Vegas Valley Water District）。
SNWA負責自來水的處理，並將其提供給大拉斯維加斯河谷地區，並且有責任取得並維持南內華達州的長期水資源。從設立開始，SNWA便積極尋找額外的水資源，並管理目前以及未來的水資源發展，興建地區的水資源基礎建設並推動節約用水。
SNWA由七人委員會所管理，七個委員各由七個子水資局選出。委員會負責訂立水資局的政策走向，水資源自身則負責實際機構的運作，並且協調底下的七個水資局。

## Member agencies
- Boulder City
- Henderson
- Las Vegas
- North Las Vegas
- Big Bend Water District
- Clark County Water Reclamation District
- Las Vegas Valley Water District

## 相關網站
- SNWA網站 （页面存档备份，存于）
- Clark, Lincoln, and White Pine Counties Groundwater Development Project